# Municipio de Millwood (Misuri)
El municipio de Millwood (en inglés: Millwood Township) es un municipio ubicado en el condado de Lincoln en el estado estadounidense de Misuri. En el año 2010 tenía una población de 918 habitantes y una densidad poblacional de 8,61 personas por km².

## Geografía
El municipio de Millwood se encuentra ubicado en las coordenadas 39°5′39″N 91°5′57″O / 39.09417, -91.09917. Según la Oficina del Censo de los Estados Unidos, el municipio tiene una superficie total de 106.64 km², de la cual 105,78 km² corresponden a tierra firme y (0,81 %) 0,86 km² es agua.

## Demografía
Según el censo de 2010, había 918 personas residiendo en el municipio de Millwood. La densidad de población era de 8,61 hab./km². De los 918 habitantes, el municipio de Millwood estaba compuesto por el 96,95 % blancos, el 0,33 % eran afroamericanos, el 0,65 % eran amerindios, el 0,44 % eran asiáticos, el 0,22 % eran de otras razas y el 1,42 % eran de una mezcla de razas. Del total de la población el 0,98 % eran hispanos o latinos de cualquier raza.